# Glacier Vigne
Le glacier Vigne est un glacier situé à proximité du glacier Gondogoro et du glacier du Baltoro, dans la région autonome du Gilgit-Baltistan, au Pakistan.
Il a été nommé en l'honneur du Britannique Godfrey Vigne (1801-1863), l'un des premiers explorateurs européens du Cachemire et du Baltistan. Il permet d'accéder au col Gondogoro.